# Oncophorus cyathicarpus
Oncophorus cyathicarpus là một loài rêu trong họ Dicranaceae. Loài này được Mont. Mitt. mô tả khoa học đầu tiên năm 1885.